# Paul Kemmler
Paul Kemmler (* 13. November 1865 in Stuttgart; † 27. März 1929 ebenda) war Psychiater, erster ärztlicher Direktor und Fotograf der königlich-württembergischen Heilanstalt in Weinsberg.

## Leben
Nach einem Medizinstudium in Tübingen erlangte er seine Approbation am 23. März 1889, am 26. Juni 1891 wurde er in Tübingen zum Doktor der Medizin über das Thema Über gewohnheitsmäßiges Erbrechen auf der Grundlage krankhafter Seelenzustände promoviert.
Von 1889 bis 1890 war er Assistenzarzt im Bürgerhospital der Stadt Stuttgart. Von 1890 bis 1894 war er an der königlich-sächsischen psychiatrischen Klinik in Breslau tätig, von 1894 bis 1895 an der großherzoglich-badischen Universitätsirrenklinik in Heidelberg, dort arbeitete er mit Emil Kraepelin zusammen. Von 1895 bis 1901 wirkte er auf der Stelle eines Sekundärarztes an der königlich-württembergischen Heilanstalt in Zwiefalten, von 1901 bis 1902 war er Oberarzt in der Heilanstalt Winnenden. Im Jahr 1902 bis Mitte 1903 war er provisorischer Vorstand der Heilanstalt Schussenried.
Am 28. Juli 1903 wurde er zum Direktor der künftigen königlich-württembergischen Heilanstalt Weinsberg ernannt. Dieses neu errichtete Haus nahm am 19. November 1903 seinen Betrieb auf, er bewohnte die Villa des ärztlichen Direktors auf dem Anstaltsgelände. Im Jahre 1913 wurde ihm das Ritterkreuz I. Klasse des Württembergischen Friedrichs-Ordens verliehen. Am 7. April 1918 meldete er sich wegen Überarbeitung, Erschöpfung und Herzbeschwerden krank. Es war sein letzter Arbeitstag, am 30. Juni 1918 wurde er vorzeitig pensioniert und zog nach Stuttgart, wo er im Jahre 1929 verstarb. Paul Kemmler blieb ledig.

## Fotografische Arbeiten
Der Psychiater Paul Kemmler hat im Rahmen seiner ärztlichen Tätigkeit zwischen 1904 und 1918 einen Fundus von 661 Einzelporträts und 129 Gruppenbilder seiner Patienten angelegt. Verschiedene Funktionen der Einzelaufnahmen lassen sich nennen. Zum einen dienen sie zur Identifikation der Kranken und sind den Akten beigelegt. Zum anderen wurden Frontal- und Profilansichten der Gesichter genutzt zur physiognomischen Diagnostik: Man ging in der Weinsberger Klinik von Hirnanomalien als Ursache für Geisteskrankheiten aus, die aus den Gesichtszügen ablesbar sein sollen. Gehirnaufnahmen und handschriftliche Notizen auf manchen Abzügen stellen diesen Bezug her. Neben der Physiognomie galt auch die Körperhaltung als diagnostischer Hinweis. Dies erklärt die große Anzahl von ganzfigurigen Aufnahmen.
Außer den Lichtbildern zum klinischen Gebrauch erstellt Kemmler Dokumentationen der verschiedenen Therapien. Der Arzt lichtet seine Pfleglinge ab während des Freiluft- und Sonnenbadens, bei der Feldarbeit, beim Werken und beim Müßiggang. Auf diese Weise entreißt der Fotograf die Patienten ihrer abstrakten Anonymität als wissenschaftliche Studienobjekte und verleiht ihnen einen nachvollziehbaren Kontext. Er zeigt im Hintergrund die verschiedenen Außen- und Innenansichten der Klinik und notiert mit seiner Kamera das jeweilige Befinden der Kranken während ihrer Tätigkeiten.
Doch vor allem zeigt Kemmler seine Patienten unter Berücksichtigung ihres gesellschaftlichen Status und ihrer persönlichen Würde. Seine Aufnahmen sind größtenteils unter aktivem Mitwirken der Insassen entstanden und können als Darstellungen ihres Selbstverständnisses gewertet werden.
Jedoch entfalten die Fotografien Kemmlers dort ihre besondere Qualität, wo sie die Grenze zwischen Wissenschaft und Ästhetik auflösen. Diese Qualität kann nicht nur als Ausweis des hohen künstlerischen Anspruchs des Arztes gelten. Vielmehr spiegelt sich darin der Respekt vor der Individualität des jeweiligen Patienten. Zwang gegen die Insassen war in Weinsberg verboten, galt der wissenschaftlichen Forschung und der ärztlichen Anamnese als hinderlich. Für die Lichtbilder Kemmlers ist deshalb zu fragen, ob nicht nur in den sachlichen Aufnahmen, sondern gerade auch im Zusammentreffen von fotografischer Ästhetik mit dem subjektiven Ausdruck der Porträtierten ein diagnostischer wie therapeutischer Wert liegt.